# Cabeceiras do Piauí
Cabeceiras do Piauí este un oraș în Piauí (PI), Brazilia.